# Кендра Сандерленд
Кендра Сандерленд (англ. Kendra Sunderland, нар. 16 червня 1995, Сейлем, Орегон, США) — американська порноакторка й еротична модель.

## Біографія
Народилася у червні 1995 року в Сайлемі (Орегон). Закінчила середню школу у Західному Салемі у 2013 році. Наступного навчального року вступила до Університету штату Орегон, де розпочала вивчення бізнесу та економіки. У той же час почала працювати покоївкою в Корваллісі, а також моделлю еротичного відеочату, щоб оплачувати навчання.
Стала відома після того, як у 2014 році вирішила провести шоу на камеру в її університетській бібліотеці, де мастурбувала. Отримала близько 300 тисяч відвідувань та 700 доларів за менш ніж дві години трансляції. У січні 2015 року анонімний користувач розмістив відео на сайті Pornhub, де вона стала місцевою знаменитістю. Відеороликом зацікавилася поліція, а 27 січня 2015 року Сандерленд була заарештована за звинуваченням у непристойній поведінці в громадському місці. Її арешт став вірусним, після чого її дорога пролягла в порноіндустрію.
У тому ж році до неї звернулися журнали Playboy та Penthouse для проведення фотосесій. Була названа «Кішечкою місяця» (англ. Pet of the Month).
Дебютувала як порноакторка у 2015 році під керівництвом режисера Грега Ланскі, власника студій Vixen, Tushy та Blacked.
Знялася у понад 30 фільмах.
У 2017 році стала володаркою премії AVN спільно з Міком Блю (Mick Blue) за найкращу сексуальну сцену чоловіка / жінки у фільмі Natural Beauties, за яку також була номінована на премію XBIZ у номінації Найкраща сексуальна сцена.

## Нагороди та номінації
| Рік  | Церемонія                   | Результат | Номінація                                          | Робота              |
| ---- | --------------------------- | --------- | -------------------------------------------------- | ------------------- |
| 2017 | Премия AVN                  | Перемога  | Найкраща сексуальна сцена для чоловік / жінка      | Natural Beauties    |
| 2017 | XBIZ Award                  | Номінація | Найкраща сексуальна сцена                          | Natural Beauties    |
| 2017 | XBIZ Award                  | Номінація | Старлетка року                                     |                     |
| 2018 | Премия AVN                  | Номінація | Найкраща сексуальна сцена для чоловік / жінка      | Kendra's Obsession  |
| 2018 | Премия AVN                  | Номінація | Найкраща лесбійська сексуальна сцена               | Unexpected Feelings |
| 2018 | Премия AVN                  | Перемога  | Mejor escena de trío H-M-H                         | Kendra's Obsession  |
| 2018 | Премия AVN                  | Номінація | Вибір шанувальників: найкраща акторка              | -                   |
| 2018 | Spank Bank Awards           | Номінація | Красива блондинка року                             | -                   |
| 2018 | Spank Bank Awards           | Номінація | Найкраще тіло                                      | -                   |
| 2018 | Spank Bank Awards           | Номінація | Найкращі ноги                                      | -                   |
| 2018 | Spank Bank Awards           | Перемога  | Boobalicious Babe of the Year                      | -                   |
| 2018 | Spank Bank Awards           | Номінація | Excellence in 'Lawn' Maintenance                   | -                   |
| 2018 | Spank Bank Awards           | Номінація | Most Beautiful Seductress                          | -                   |
| 2018 | Spank Bank Awards           | Номінація | Porn's 'It' Girl                                   | -                   |
| 2018 | Spank Bank Awards           | Номінація | Pussy Phenomenon of the Year                       | -                   |
| 2018 | Spank Bank Awards           | Номінація | Tweeting Twat of the Year                          | -                   |
| 2018 | Spank Bank Technical Awards | Перемога  | Ultimate Understanding of the Dewey Decimal System | -                   |
| 2018 | XBIZ Award                  | Номінація | Найкраща сцена у відеоролику                       | Young & Beautiful 2 |